# Kisújbánya
Kisújbánya é uma localidade da Hungria, situada no condado de Baranya. Está situada próxima ao município de Óbánya, sendo um popular destino turístico da região.